# سوكولوف
سوكولوف (بالتشيكية: Sokolov)‏ هي بلدة في إقليم كارلوفي فاري في جمهورية التشيك، وهي مركز مقاطعة سوكولوف.
يبلغ عدد سكان هذه البلدة 24,456 حسب إحصاء في سنة 2006.

## أعلام
- إلينا هانوشوفا
- فلاديمير داريدا
- إريك أورباخ
- ماركيتا فوندروسوفا
- لينكا بارتاكوفا

## اقرأ أيضاً
- مقاطعة سوكولوف